# Hapy
Hapy je egipatski bog Nila i žetve. Štovali su ga u cijelom Egiptu bacanjem hrane u rijeku. Prikazivali su ga s plavom kožom. Hapy, Nekhebetin muž, bio je veoma važno egipatsko božanstvo, bog Nila, posebno poplave, a njegovi štovatelji su ga obožavali i bio je čak i iznad boga Ra. To se često događalo zbog mišljenja da bez Sunca Egipćani mogu živjeti u tami, ali bez Nila će pomrijeti. 

## Hapyjeva uloga
Vjerovalo se da su Hapyjev izvor bila dva vrtloga u pećinama na otoku Elephantine. Na njegovom putovanju zamišljen je kako teče kroz podzemni svijet, kroz nebesa i onda kroz Egipat. Bio je odgovoran za pojenje livada donošenjem jutarnje rose, ali najvažnije je da je donosio plodne poplave, što je Egipćanima bilo veoma važno. Hapy je hranio Egipćane time što im je "donosio" hranu i vodu za prehranu. Takva hrana, koja je hranila Egipćane, bila je čak i ponuda i hrana bogovima. Kao bog plodnosti pridružen je Ozirisu. Predstavlja se kao čovjek s bradom obojenom plavo ili zeleno, sa ženskim grudima, nagovještavajući njegove moći prehrane. Kao bog sjevernog Nila, nosi biljke papirusa na glavi i, kao bog južnog Nila, nosi biljke lotosa. Često se prikazivao i kako nosi ponude hrane ili kako sipa vodu iz vaze. Ponekad je naslikan nudeći dvije biljke i dvije vaze što simboliziraju Gornji i Donji Egipat. Njegovo ime često se miješa s imenom Horusovog sina koji se zove Hapi.